# District de Písek
Le district de Písek (en tchèque : okres Písek) est un des sept districts de la région de Bohême-du-Sud, en Tchéquie. Son chef-lieu est la ville de Písek.

## Liste des communes

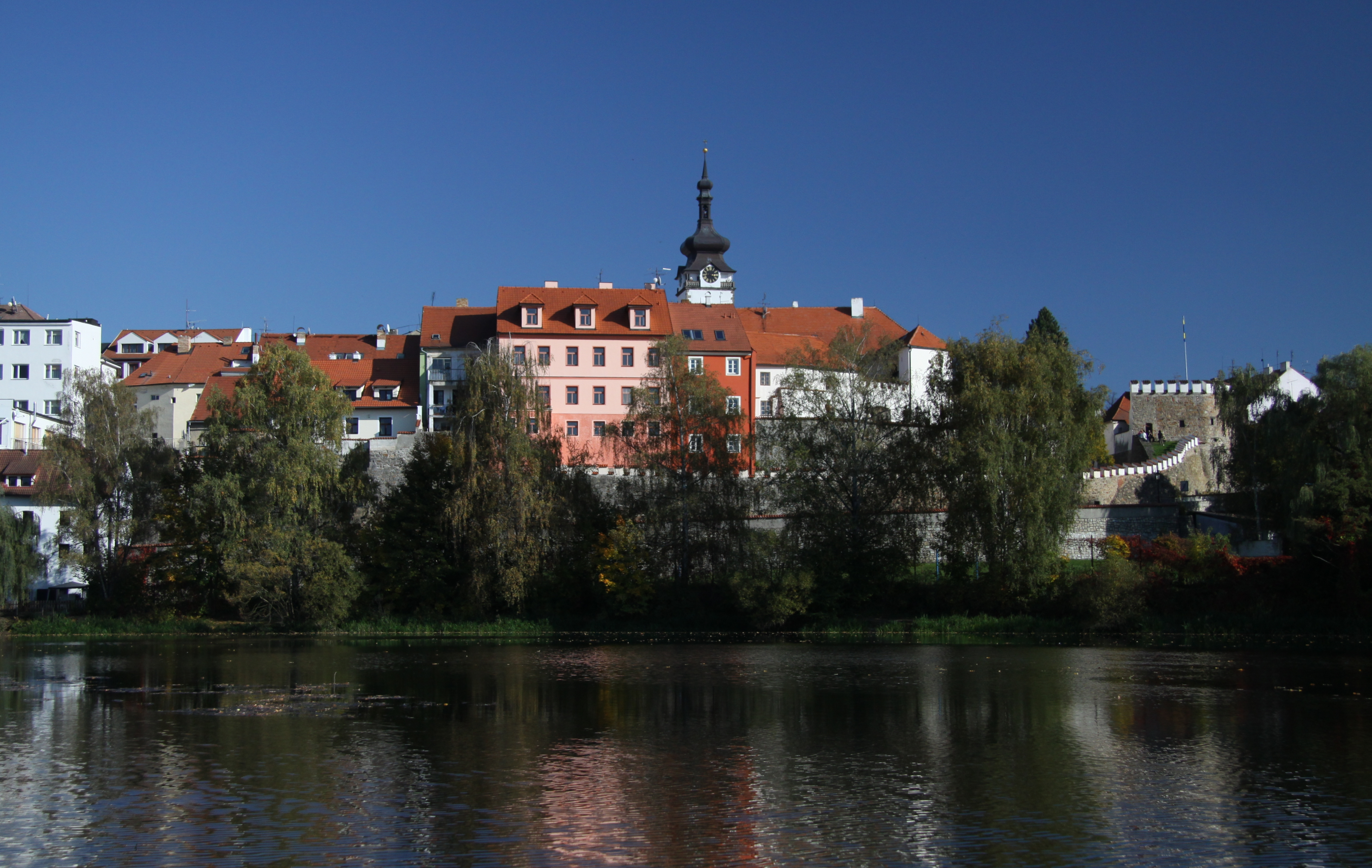
Vue de la ville de Pisek

Le district compte 75 communes, dont 5 ont le statut de ville (město, en gras) et 2 celui de bourg (městys, en italique) :
Albrechtice nad Vltavou - Bernartice - Borovany - Boudy - Božetice - Branice - Cerhonice - Chyšky - Čimelice - Čížová - Dobev - Dolní Novosedly - Drhovle - Heřmaň - Horosedly - Hrazany - Hrejkovice - Jetětice - Jickovice - Kestřany - Kluky - Kostelec nad Vltavou - Kovářov - Kožlí - Králova Lhota - Křenovice - Křižanov - Kučeř - Květov - Lety - Milevsko - Minice - Mirotice - Mirovice - Mišovice - Myslín - Nerestce - Nevězice - Okrouhlá - Olešná - Orlík nad Vltavou - Osek - Oslov - Ostrovec - Paseky - Písek - Podolí I - Přeborov - Předotice - Přeštěnice - Probulov - Protivín - Putim - Rakovice - Ražice - Sepekov - Skály - Slabčice - Smetanova Lhota - Stehlovice - Tálín - Temešvár - Varvažov - Veselíčko - Vlastec - Vlksice - Vojníkov - Vráž - Vrcovice - Záhoří - Zbelítov - Zběšičky - Žďár - Zhoř - Zvíkovské Podhradí

## Principales communes
Population des dix principales communes du district au 1er janvier 2024 et évolution depuis le 1er janvier 2023 :
| Písek      | 30 986 | en augmentation |
| Milevsko   | 8 040  | en augmentation |
| Protivín   | 4 799  | en diminution   |
| Mirovice   | 1 653  | en augmentation |
| Kovářov    | 1 468  | en stagnation   |
| Bernartice | 1 412  | en augmentation |
| Sepekov    | 1 378  | en augmentation |
| Čížová     | 1 349  | en diminution   |
| Mirotice   | 1 246  | en diminution   |
| Chyšky     | 1 056  | en diminution   |